# Zinder (région)
La région de Zinder est située au centre-est du Niger, autour de la ville de Zinder. Elle couvre une superficie de 155 778 km2, et s’étend en latitude entre les parallèles 12° 48’ et 17° 30’ nord et en longitude entre 7° 20’ et 12° 0’ est. 

## Situation
La région de Zinder est limitée par la région d’Agadez au nord, à l’est par la région de Diffa, à l’Ouest par la région de Maradi, et par la république fédérale du Nigeria au sud.
| Agadez  | Agadez | Agadez |
| Maradi  | Zinder | Diffa  |
| Katsina | Jigawa | Yobé   |

## Histoire
La région de Zinder comprend aujourd'hui les territoires historiques du royaume du Damagaram, du territoire du Damergou et du Mounio.
La ville de Zinder est située sur une route commerciale de caravanes trans-sahariennes qui relie dès le XIe siècle le Maghreb à l'Afrique noire. Entre le XVIe et le XIXe siècle, le quartier muré de la ville est déjà la capitale d'un État musulman. La ville est ensuite conquise par les Français en 1899 sous le règne du sultan dan Tanimoune (Amadou Kourandaga) puis fait l'objet d'une vingtaine tentative de reprise par les Touaregs durant la Première Guerre mondiale. La population croît pendant la première moitié du XXe siècle avec l'installation progressive des nomades de la région. De 1900 à 1903 puis de 1911 à 1926, Zinder est la capitale du Territoire militaire puis de la Colonie du Niger. Après que les Français ont été chassés de la ville par le Hero Dan Tanimoune dit Sultan Kouran Daga, la capitale a été transférée à Niamey, qui était alors un village au bord du fleuve Niger.

### Le Damagaram
Au XIXe siècle, le sultanat du Damagaram, avec sa capitale Zinder, dominait l'Est de l'actuel Niger.
La ville de Zinder présente un patrimoine d'histoire, de traditions, d'architecture et d'objets, dans deux quartiers : le vieux quartier de Birni, ancienne ville fortifiée habitée au départ par les haoussa. C'est là que se trouve le palais du Sultan du Damagaram, le Sarki, le nouveau quartier Zengou (zengo en langue locale) à l'origine habité par les touaregs.

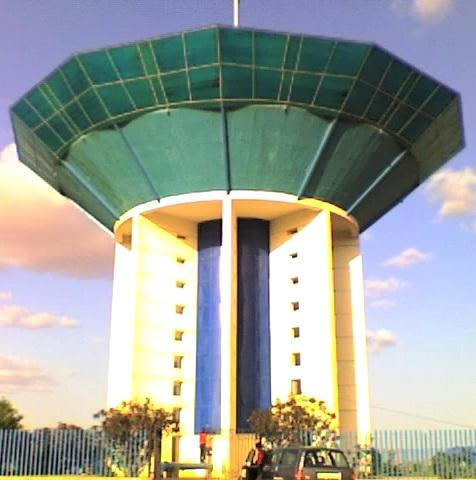
Château d'eau de Zinder

## Population
La population estimée en 2011 à 2 916 929 habitants, essentiellement des Haoussas, des Kanuris, des Touareg, des Peuls, des Toubous et des Arabes. Le taux moyen d'accroissement est de l'ordre de 3,2 %.

## Religion
La population de Zinder compte 98 % de musulmans, l'Islam étant la religion principale de la région. Elle est en majorité sunnite, mais il y a une importante présence de communautés tidjanistes aussi. Les écoles coraniques y sont très répandus. On note aussi la présence d'une minorité chrétienne autochtone, avec des églises installées dans plusieurs villes de la région.

## Subdivisions administratives

### Découpage territorial (depuis 2012)
Depuis 2012, la région est divisée en 10 départements, une ville et ses 5 arrondissements communaux, 50 Communes dont 5 Communes urbaines et 45 Communes rurales ; 1 Sultanat, 33 Cantons ; 20 Groupements nomades, 8 597 localités (quartiers, villages administratifs, campements, points d’eau et hameaux habités).
| Départements     | Superficie (km2) | Population (2023) | Communes urbaines (en gras) et rurales                                                     |
| ---------------- | ---------------- | ----------------- | ------------------------------------------------------------------------------------------ |
| Belbédji         | 9 173            | 143 544           | Tarka                                                                                      |
| Damagaram Takaya | 5 181            | 358 919           | Damagaram Takaya • Albarkaram • Guidimouni • Mazamni • Moa • Ouamé                         |
| Dungass          | 4 288            | 526 641           | Dogo-Dogo • Dungass • Gouchi • Mallaoua                                                    |
| Gouré            | 20 730           | 487 874           | Alakoss • Bouné • Gamou • Gouré • Guidiguir • Kellé                                        |
| Kantché          | 2 198            | 594 079           | Dan-Barto • Daouché • Doungou • Ichirnawa • Kantché • Kourni • Matamèye • Tsaouni • Yaouri |
| Magaria          | 3 910            | 859 824           | Bandé • Dantchiao • Kouaya • Magaria • Sassoumbroum • Ouacha • Yékoua                      |
| Mirriah          | 3 692            | 755 283           | Dogo • Droum • Gaffati • Gouna • Hamdara • Kolléram • Mirriah • Zermou                     |
| Takeita          | 3 374            | 367 326           | Dakoussa • Garagoumsa • Tirmini                                                            |
| Tanout           | 24 310           | 638 681           | Falenko • Gangara • Ollelewa • Tanout • Tenhya                                             |
| Tesker           | 69 280           | 55 262            | Tesker                                                                                     |
| Ville de Zinder  | 528,3            | 480 607           | Zinder I • Zinder II • Zinder III • Zinder IV • Zinder V                                   |

### Découpage territorial (2002-2012)
Les populations étaient estimés en 2011 à (ancien découpage administratif avec 5 départements):
Département de  Gouré :
- Superficie : 95 182 km2
- Population : 318 861 hab
- Chef-lieu : Gouré
- Communes urbaines : Gouré.
- Communes rurales : Alakoss (Garazou), Bouné, Gamou, Guidiguir, Kellé, Tesker.

Département de Magaria :
- Superficie : 8 434 km2
- Population : 696 717 hab
- Chef-lieu : Magaria
- Communes urbaines : Magaria.
- Communes rurales : Bandé, Dantchiao, Dogo-Dogo, Dungass, Gouchi, Kwaya, Malawa, Sassoumbroum, Wacha, Yékoua.

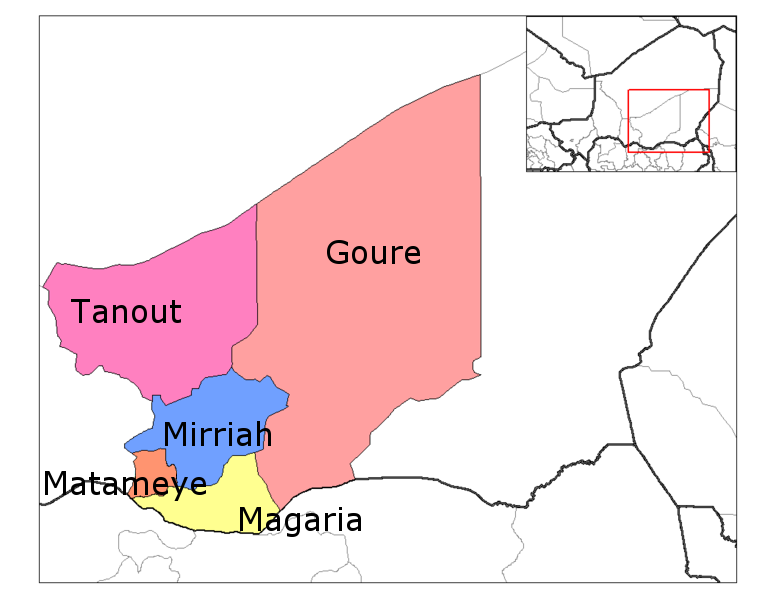
Division administrative de la Région

Département de Matamèye (aussi nommé Kantché) :
- Superficie : 2 381 km2
- Population : 345 637 hab
- Chef-lieu : Matamèye
- Communes urbaines : Matamèye.
- Communes rurales : Dan Barto, Daouché, Doungou, Ichirnawa, Kantché, Kourni, Tsaouni, Yaouri.

Département de Mirriah :
- Superficie : 14 334 km2
- Population : 1 080 589 hab
- Chef-lieu : Mirriah
- Communes urbaines : Mirriah, Zinder I à V.
- Communes rurales : Albarkaram, Dakoussa, Damagaram Tayakaya, Dogo, Droum, Gaffati, Garagoumsa, Gouna, Guidimouni, Hamdara, Kolleram, Mazamni, Moa, Tirmini, Wamé, Zermou.

Département de Tanout :
- Superficie : 35 447 km2
- Population : 475 125 hab
- Chef-lieu : Tanout
- Communes urbaines : Tanout.
- Communes rurales : Falenko, Gangara, Ollelewa, Tarka, Tenhya.

## Économie régionale

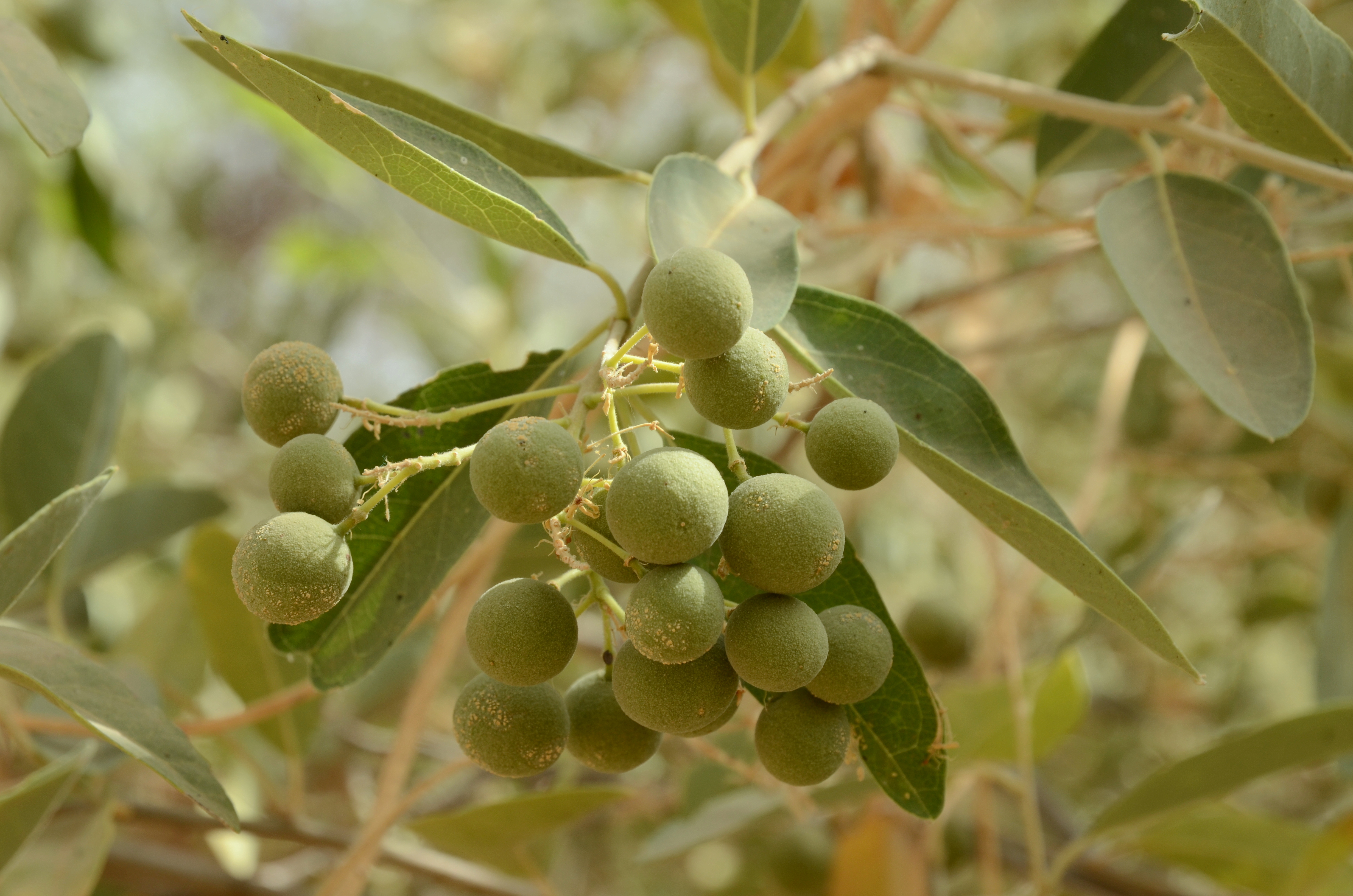
Boscia senegalensis.

L’agriculture occupe plus de 80 % des populations qui exploitent près de 40 % des terres mises en valeur, lesquelles totalisent 2 937 616 ha. Le potentiel irrigable représente quelque 18 000 ha.
Quant à l’élevage, il est extensif dans un domaine pastoral qui occupe la moitié du territoire régional, les effectifs ayant été estimés en 1999, à plus de 720 000 bovins, un million et demi d’ovins et de caprins, 85 000 camelins, 175 000 asins et 64 000 équins.
La région de Zinder a un fort potentiel en produits forestiers non ligneux, avec des peuplements importants de hanza, dattier du désert, marula, jujubier, jiga, baobab, épine du christ, et plusieurs autres arbres alimentaires. Ces produits sont généralement cueillis pour la consommation à usage domestique par les populations rurales, mais ils font aussi l'objet d'activités commerciales avec la présence d'une industrie de transformation des produits de cueillette dans la ville de Zinder. La majorité de ces arbres et arbustes alimentaires poussent de manière spontanée en association dans les champs de culture céréalières.
Une raffinerie de pétrole est installée à Ganaram dans la commune de Ollelewa.

## Environnement
La région de Zinder s'étend sur des zones climatiques et environnementales très variées. Au nord-est de la région, la moyenne pluviométrique est inférieure à 100mm par année et la végétation est rare et de type saharien, tandis qu'à la limite sud de la région, elle dépasse les 600mm et la végétation est soudanienne. La région englobe au moins 100 espèces végétales vivaces indigènes.
Le nord-est de la région de Zinder couvre le massif du Termit, dernier repli de plusieurs espèces menacées de la faune saharienne, et fait partie de la réserve naturelle nationale de Termit et de Tin-Toumma.
Le sud est caractérisé par des parcs agroforestiers, généralement à dominance du gao, un arbre fertilisant. Cette couverture arborée qui tire ces origines dans l'époque précoloniale pouvait atteindre les 120 pieds par hectare déjà dans les années fin 1980. Depuis, des études ont montré que ces parcs continuent à être entretenus par la méthode de la régénération naturelle assistée.